# Présidence d'Evo Morales
80e président de l'État plurinational de Bolivie
Présidence d'Eduardo Rodríguez Présidence de Jeanine Áñez
La présidence d'Evo Morales en Bolivie débute le 22 janvier 2006 et prend fin le 10 novembre 2019, après la démission du président.
Le 21 janvier 2006, lors d'une cérémonie traditionnelle sur les ruines pré-incas de Tiwanaku, Evo Morales est intronisé par des représentants indigènes, principalement aymaras, qui font symboliquement de lui la plus haute autorité indigène du pays, affirmant la primauté historique des Aymaras sur les restes des peuples autochtones. Le 22 janvier 2006, en présence notamment de onze chefs d'État de la région et d'Europe, il prête serment devant le Congrès.
Le lendemain, il nomme son gouvernement composé de seize ministres, issus du MAS et des mouvements indigènes, paysans et syndicaux. Une femme, Alicia Munoz Ale, est nommée ministre de l'Intérieur, devenant la première à ce poste en Bolivie. Lors du discours accompagnant les différentes nominations, le nouveau président a réaffirmé sa volonté de « changer le modèle néolibéral » et à l'instar d'autres politiciens latino-américains de combattre la corruption, exigeant des membres de son gouvernement un « niveau zéro de corruption et de bureaucratie ».

## Premières difficultés gouvernementales
Après un état de grâce de trois mois suivant son élection, le président Morales fait face à divers remous et se trouve pris entre plusieurs feux :
- dans le cadre d'une politique censée mieux répartir les richesses, Morales a réduit les budgets attribués au département de Santa Cruz, frontalier du Brésil, qui recèle les principaux gisements d'hydrocarbures. L'Assemblée de la région, de tendance autonomiste, a fait part de sa forte hostilité et a adressé [Quand ?] un ultimatum de sept jours en vue d'une grève générale dans le département.
- un différend surgit avec le Brésil dans la même région. Il concerne l'attribution du permis d'exploitation de l'important gisement de fer et manganèse d'El Mutún. Certains habitants de Puerto Suárez, favorables à l'attribution du permis au Brésil, dans la perspective d'une meilleure mise en valeur économique, ont pris en otage le 18 avril 2006 pendant quelques heures trois ministres de Morales [réf. nécessaire].
- le président fait face aussi à des revendications sociales des plus défavorisés, qui avaient contribué à son élection.

## Politique économique

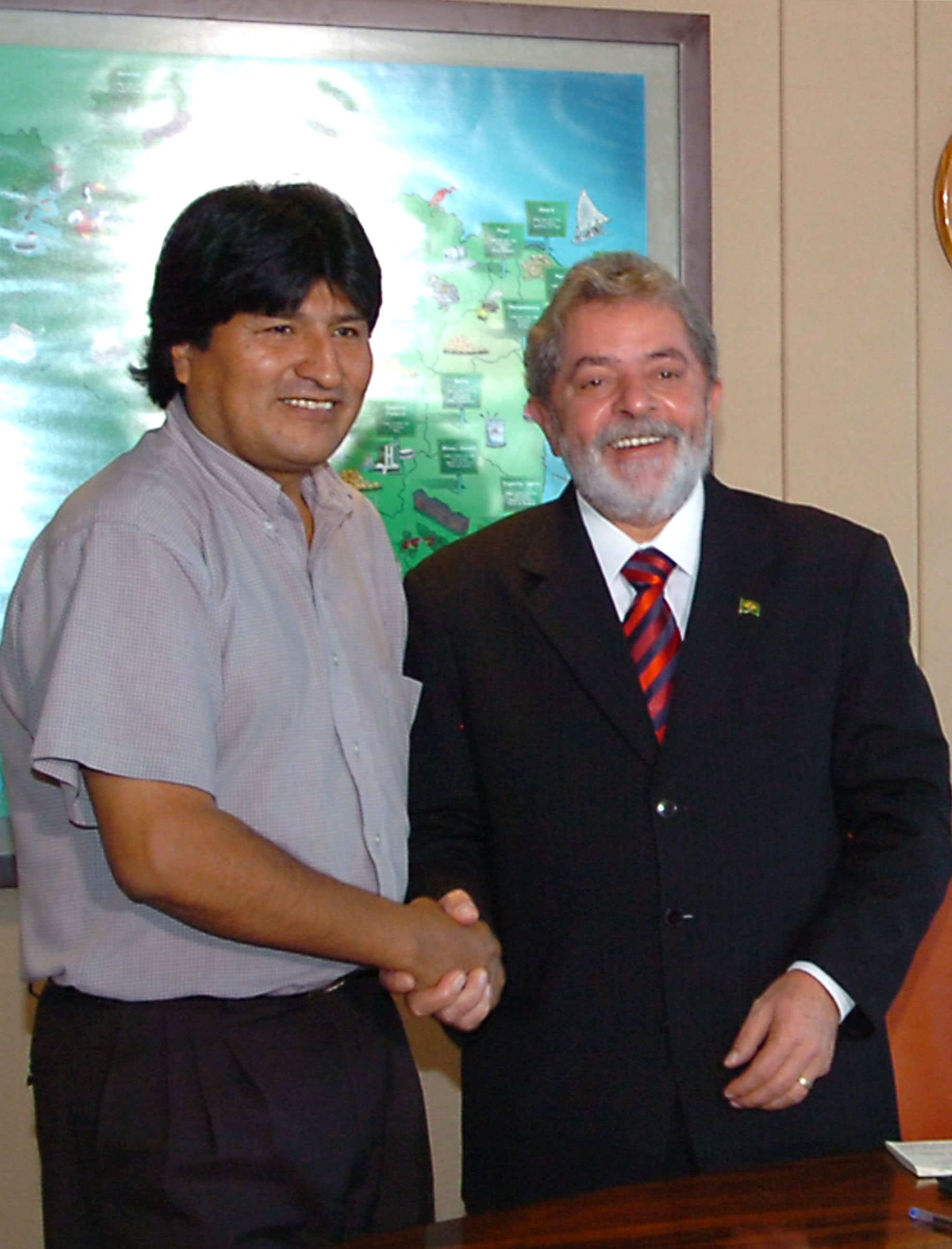
Evo Morales et Lula, président de la République fédérative du Brésil, en 2006.

### Nationalisation des ressources naturelles
L'arrivée au pouvoir d'Evo Morales peu après la « guerre du gaz » faisait de la question de la gestion des ressources naturelles du pays un sujet brûlant. Le 1er mai 2006, le président annonça par décret la nationalisation des hydrocarbures et la renégociation de tous les contrats des entreprises étrangères dans un délai de 180 jours. L'objectif était que 82 % des revenus des hydrocarbures soient réservés à l'État. La compagnie nationale Yacimientos Petrolíferos Fiscales Bolivianos (YPFB) devenait ainsi la seule instance autorisée à commercialiser les hydrocarbures . À son retour de la visite d'un gisement d'hydrocarbures dans le sud du pays, il annonçait de futures nationalisations d'autres ressources naturelles : « Nous avons commencé à nationaliser les hydrocarbures, demain ce seront les mines, les forêts et toutes les ressources naturelles ».
De fait, les nationalisations ont été poursuivies lors de son mandat. En février 2007, il nationalisait le Complejo Metalúrgico Vinto (complexe métallurgique de Vinto), à 8 km d'Oruro, dont l'étain était exploité par Sinchi Huayra, une filiale de Glencore International, l'un des plus grands conglomérats du monde. Morales avait alors indiqué que le complexe minier, créé dans les années 1970 sous Hugo Banzer, avait été privatisé et vendu à Glencore par Gonzalo Sánchez de Lozada, le président chassé à la suite de la « guerre du gaz », qui s'était, selon Morales, enrichi illégalement lors de cette vente .
Le 2 août 2012, il procédait par décret à la nationalisation de la mine d'argent et d'indium (utilisé pour les écrans plats LCD) de Malku Khota (département de Potosí), exploitée par la firme canadienne South American Silver Corporation (en). Cette décision intervint après des semaines de manifestations par les travailleurs autochtones de Malku Khota, qui appelaient à nationaliser la mine ,,,.
La principale ressource du pays reste le gaz naturel, la Bolivie étant la deuxième réserve du continent sud américain après le Venezuela. La Bolivie compte également plus que doubler le prix du gaz, le passant de 2,20 dollars le million de British thermal unit (BTU) début mai 2006 à 5 dollars, ce qui devrait ainsi remplir les caisses de l'État.
Cette initiative affecte au premier chef la société brésilienne Petrobras et a encore fait monter d'un cran la tension avec le gouvernement du Brésil.

### Gestion de l'eau
Les différentes mobilisations sociales liées à la question de la gestion de l'eau (guerres de l'eau à Cochabamba en 2000 ou à El Alto en 2005) l'ont constituée en enjeu important de la vie politique bolivienne. La mise en place d'un système de gestion public de l'eau dans la capitale La Paz et sa banlieue El Alto figurait ainsi parmi les propositions défendues par Morales lors de la campagne présidentielle. Un ministère de l'Eau est institué en janvier 2006. En janvier 2007, l'Entreprise publique sociale d'eau et d'assainissement (Epsas) se substitue à la compagnie Aguas de Illimani, une filiale du groupe Suez dont le contrat de concession est rompu, moyennant une compensation financière.

## Assemblée constituante et référendum d'autonomie pour les régions orientales

### Enjeux
Le programme présidentiel de Morales comprenait une réforme constitutionnelle passant par l'élection d'une Assemblée constituante. Morales s'était aussi engagé à mener une consultation sur le thème de l'autonomie départementale. Bien que cette revendication de décentralisation vis-à-vis du pouvoir central soit liée historiquement à des mouvements de gauche, elle est aujourd'hui reprise par les départements de l'est, et en particulier de Santa Cruz, qui profitent d'un enrichissement lié en partie à la découverte des hydrocarbures dans la région et s'opposent aux mesures de nationalisation et de réforme agraire promises par Evo Morales. La région de Santa Cruz et de Tarija abrite une bourgeoisie blanche importante, historiquement liée à la droite voire à la droite ultra, ayant été un refuge pour plusieurs criminels de guerre nazis (dont en particulier des oustachis).
Morales, ainsi que le MAS, se sont ainsi engagés début juin 2006 en faveur du « Non » au référendum d'autonomie .
Mais la question constitutionnelle est étroitement liée à la question de l'autonomie. Pour faire face aux refus de l'est du pays d'une nouvelle constitution, Morales a fait de cette étape un point de passage obligé pour la satisfaction de leurs revendications autonomistes. En plus de définir un nouveau texte constitutionnel, l'assemblée se voit aussi confier la tâche de fixer le contenu de l'autonomie départementale. Enfin, la constitution devra se pencher sur la question de la redistribution des terres, qui cristallise elle aussi de forts antagonismes sociaux.

### Le révélateur d'une forte polarité sociale
Lors de la double consultation électorale tenue en juillet 2006, le MAS a obtenu la majorité des sièges de l'Assemblée constituante et le « non » à l'autonomie l'a emporté avec 56,7 % des voix au niveau national. Si ces deux scrutins ont globalement renforcé la légitimité électorale du parti au pouvoir et du projet présidentiel, ils ont toutefois inauguré une longue période de turbulence sociale. Le refus de l'autonomie sur le plan national masquait en effet de fortes disparités régionales qui ont pesé lourdement dans l'équilibre du pays. Les basses terres de l'est bolivien se sont en effet prononcées, assez nettement, en faveur de l'autonomie, venant ainsi confirmer que l'opposition, incapable de se fédérer au niveau national, conservait dans l'est du pays une forte capacité de mobilisation autour de la question autonomiste et du rejet de la politique de l'État central, perçue comme « ando-centrée ».
La majorité acquise par le MAS au sein de la constituante n'était de son côté pas suffisante pour lui assurer la majorité des deux tiers, indispensable pour l'adoption globale du texte qui devait être ultérieurement soumis à référendum. Cette clause sera le premier terrain de discorde avec l'opposition. En août 2006, les élus du MAS tentent d'imposer un nouveau règlement qui permettrait d'adopter le texte à la majorité absolue. L'opposition réagit, au sein de l'assemblée, mais surtout par l'intermédiaire de ses leviers de mobilisation au niveau local, les préfets ou le très influent Comité civique Pro Santa Cruz.
Les mobilisations sociales des deux camps se sont ainsi répondues tout au long des travaux de la Constituante. En décembre 2006, le préfet du département de Cochabamba, Manfred Reyes Villa, annonce que son département tiendra un nouveau référendum sur l'autonomie pour appuyer l'opposition. En réponse, les organisations paysannes encerclent la ville en demandant la démission du préfet. Les affrontements entre les deux parties provoqueront le 11 janvier 2007 plusieurs centaines de blessés et un mort dans chaque camp.
En mars 2007, un nouveau conflit éclate dans la ville de Sucre, qui abrite la Constituante. Les élus locaux, soutenus par les autonomistes du Comité civique Pro Santa Cruz, demandent que la ville soit rétablie en tant que capitale à part entière, au détriment de La Paz. En juillet 2007, une manifestation opposée à ce transfert de compétence réunit un million de personnes à El Alto, ville de la banlieue populaire de La Paz. Face aux blocages sporadiques de l'entrée de l'enceinte de la Constituante par ses opposants, les organisations syndicales paysannes et ouvrières organisent une marche jusqu'à Sucre. Les élus de l'opposition dénoncent cette mobilisation comme une tentative d'intimidation et refusent de siéger.

### Une adoption avortée
La constitution est finalement adoptée alors que l'opposition a choisi de boycotter son vote, déclarant considérer le texte illégal. Alors que Morales avait annoncé que le texte constitutionnel serait soumis à référendum le 4 mai 2008, la Cour électorale a refusé de valider sa convocation, arguant de l'illégalité de la procédure : le recours au référendum aurait été voté alors que les députés de l'opposition étaient maintenus à l'extérieur de l'enceinte du parlement par des manifestants. Le préfet de la région de Santa Cruz, Ruben Costas, a maintenu à la même date un référendum portant sur un statut d'autonomie régionale qui a obtenu 85 % de vote positif. Déclaré illégal par les autorités nationales et non reconnu par les instances internationales comme l'Organisation des États américains ou l'Union européenne, il a connu un taux d'abstention estimé entre 25 % et 35 %.

### Le référendum révocatoire
En réponse, Evo Morales a convoqué, avec l'accord du Parlement et de l'opposition, un référendum révocatoire où son poste et ceux des neuf préfets élus seraient mis en jeu. Le 10 août 2008, il remporte ce dernier en recueillant 67 % des suffrages ; le préfet de Cochabamba, Manfred Reyes, leader de l'opposition de droite, est quant à lui démis.

### La situation fin 2008 - 2009
Le 16 avril 2009, lors d'une opération antiterroriste, la police bolivienne a abattu trois présumés mercenaires étrangers à l'hôtel Las Americas de Santa Cruz, dont le Boliviano-Hongrois Eduardo Rózsa-Flores, qui avait rejoint la Garde nationale croate et était ensuite devenu commandant des forces spéciales croates lors de la guerre en ex-Yougoslavie . Deux autres mercenaires ont été arrêtés lors de cette opération, et sont accusés d'avoir fomenté un complot en vue d'assassiner Morales, le vice-président Álvaro García Linera et d'autres responsables boliviens . Lors d'un entretien à la télévision hongroise, enregistré en octobre 2008 et diffusé après l'échec de l'opération, le chef présumé de la bande, Eduardo Rózsa-Flores, affirmait qu'il avait été recruté par un Crucénien afin de préparer la défense civile de Santa Cruz en vue de défendre celle-ci contre d'éventuelles violences indigènes et d'obtenir son autonomie . À la suite de cette opération, le président a renforcé la présence militaire et policière dans cette région.

### Politique agraire
La présence de l’État dans les campagnes, jusqu'alors en grande partie sous le pouvoir des ganaderos (les grands propriétaires d’élevages bovins et porcins) s'est nettement renforcée sous le gouvernement d'Evo Morales. Celui-ci tend à ménager les intérêts des grands propriétaires tout en s’efforçant d’améliorer les conditions de vie et de travail des petits paysans.
La réforme agraire promise par Evo Morales — et approuvée à travers un référendum par près de 80 % de la population — n’a jamais été enclenchée. Destinée à abolir le latifundisme en réduisant la taille maximale des propriétés n’ayant pas de « fonction économique et sociale » à 5 000 hectares, le reste devant alors être réparti entre petits travailleurs agricoles et indigènes sans terre, elle rencontra une ferme opposition de la part de l'oligarchie bolivienne. Le gouvernement a cédé en 2009 devant le secteur agro-industriel, qui s'est engagé en échange à mettre fin aux pressions qu'il exerçait et compromettaient jusqu’à la mise en place de la nouvelle Constitution.
Une série de réformes et de projets économiques a toutefois permis d'améliorer la condition des familles paysannes modestes. Celles-ci ont reçu des machines agricoles, des tracteurs, des engrais, des semences et des animaux reproducteurs, tandis que l’État a construit des systèmes d’irrigation, ainsi que des routes et des ponts leur permettant d’écouler plus facilement leur production sur les marchés. La situation de nombreux indigènes et petits paysans a été régularisée à travers l'attribution des titres fonciers pour les terres qu’ils exploitaient.
En 2007, le gouvernement crée une « Banque du développement productif » grâce à laquelle les petits travailleurs et les producteurs agricoles peuvent emprunter facilement, à des taux bas et avec des modalités de remboursement adaptées aux cycles agricoles. En raison d'un meilleur encadrement des activités bancaires, les taux d’emprunt ont été divisés par trois entre 2014 et 2019 dans l’ensemble des établissements bancaires pour les petits et moyens producteurs agricoles. En outre, la loi impose désormais aux banques de consacrer au moins 60 % de leurs ressources à des crédits productifs ou destinés à la construction de logements sociaux.
Avec la création de l’Entreprise d’aide à la production d’aliments (Emapa), le gouvernement a voulu stabiliser le marché intérieur des produits agricoles en achetant au meilleur prix la production des petits et moyens agriculteurs, forçant ainsi les agro-industriels à leur offrir des rémunérations plus justes. Selon le vice-président Àlvaro García Linera, « en fixant les règles du jeu, l’État établit un nouveau rapport de forces qui donne plus de pouvoir aux petits producteurs. La richesse est mieux redistribuée afin d’équilibrer la puissance du secteur agro-industriel. Cela génère de la stabilité, ce qui permet une économie prospère et profite à tout le monde ».

## Politique internationale
Il reçoit en l'an 2000 le Prix Kadhafi des droits de l'homme.
Le 29 avril 2006, Evo Morales a signé avec Hugo Chávez et Fidel Castro un « Traité commercial des peuples » et déclare qu'« il faut refonder la Communauté andine des nations. Nous avons même pensé au nom de Communauté anti-impérialiste des nations ». Evo Morales marquait sa volonté de se rallier aux deux pays les plus opposés à la ligne politique des États-Unis de la région. L'objectif des trois pays est de promouvoir une alternative à la Zone de libre-échange des Amériques (ZLEA ou en espagnol ALCA), au sein d'une Alternative bolivarienne pour les Amériques (ALBA).

### Les relations avec les États-Unis et la «guerre contre la drogue»
Quelques jours après sa prise de fonction en janvier 2006, Evo Morales reçoit l’ambassadeur américain David L. Greenlee (en fonction entre 2003 et 2006), qui lui signifia que l’aide multilatérale à la Bolivie (Banque interaméricaine de développement (BID), Banque mondiale et Fonds monétaire international), soumise à l'approbation des États-Unis, dépendrait de l’attitude de son gouvernement. En réponse à l'orientation socialiste du gouvernement bolivien, Greenlee suggéra au département d’État d’imposer son veto aux prêts multilatéraux de plusieurs millions de dollars, de suspendre l’allègement multilatéral programmé de la dette, d'exercer pressions pour décourager le versement d’aides par la Millennium Challenge Account et de supprimer le « soutien matériel » aux forces de sécurité boliviennes.
Les États-Unis versent à partir de 2007 des financements aux autorités régionales de la Media Luna (qui comprend les départements de Pando, Beni, Santa Cruz et Tarija) « pour renforcer les gouvernements régionaux dans le but de faire contrepoids au gouvernement central », selon une note de l'USAID divulguée par Wikileaks. L'agence a également versé des fonds aux groupes indigènes qui « s’opposaient à la vision des communautés indigènes qu’avait Evo Morales ».
Le 10 septembre 2008, le président Morales expulse l'ambassadeur des États-Unis Philip Goldberg (qui avait précédemment travaillé en ex-Yougoslavie) qu'il accuse d'alimenter le séparatisme en Bolivie, alors que le gouvernement est confronté à une agitation venue de secteurs d'extrême-droite dans la province de Santa Cruz, la plus riche du pays.
Le 1er novembre 2008, il rompt sa collaboration avec la Drug Enforcement Administration l'accusant « d'espionnage politique et de financer des groupes criminels pour qu'ils commettent des attentats contre les autorités, voire contre le président lui-même ». Le département d'État américain a de son côté déclaré que ces accusations étaient « fausses et absurdes ».
À la suite de cela, l'administration Bush a demandé au Congrès de retirer à la Bolivie le bénéfice de l'Andean Trade Promotion and Drug Eradication Act , décision qui affecterait plus particulièrement le secteur textile bolivien.
En 2010, les États-Unis ont classé la Bolivie comme l'un des « mauvais élèves » de sa « guerre contre la drogue ». Toutefois les estimations des États-Unis concernant la production de coca de la Bolivie concordent rarement avec celles de l'ONU. Les États-Unis continuent cependant à subventionner certains efforts contre le trafic de stupéfiants : la section des stupéfiants du département d'État alloue plus de 22 millions de dollars aux agences de maintien de l'ordre boliviennes à cet effet, tandis que l'Agence des États-Unis pour le développement international a investi 60 millions de dollars dans des programmes de santé et d'agriculture visant à promouvoir des cultures substitutives .
Près de 20 000 hectares de plantations de coca, dans les Yungas et le Chapare, sont légalement cultivés à des fins de consommation traditionnelles en Bolivie . En 2009, la Bolivie a détruit environ 6 500 ha de plantations illégales, sur un total estimé par les États-Unis à près de 15 000 ha.
La Bolivie, qui tente de préserver les cultures traditionnelles en s'attaquant au trafic de cocaïne, dépense plus de 20 millions de dollars de ses fonds dans la lutte contre le trafic de stupéfiants . Par ailleurs, elle a investi 5 millions de dollars dans le programme Coca Yes, Cocaine No, visant à industrialiser la coca à des fins de consommation légales (maté de coca, applications médicinales, etc.) . Mais toute exportation de produits alcaloïdes est bannie par la Convention de l'ONU de 1961 sur les stupéfiants, menant Morales à tenter de faire retirer la coca de la liste de substances qualifiées de stupéfiants établie par la Convention. Par ailleurs, ni le Pérou ni la Colombie (laquelle produit plus de coca que la Bolivie), qui entretiennent avec les États-Unis des relations plus amicales, n'ont été inclus sur la liste des pays ayant « manifestement échoué ».

### La revendication d'un tribunal international climatique
Evo Morales a pour la première fois, lors d'une conférence de presse le 22 septembre 2009 au siège des Nations unies à New York, réclamé l'instauration d'un référendum dans les différents pays pour voter sur trois points :
- la reconnaissance par les États et firmes multinationales de leurs dettes et de leurs responsabilités en matière d’environnement à l’échelle mondiale
- la mise en place d’un tribunal permanent sur les changements climatiques pour traduire en justice les responsables du dérèglement climatique
- la rédaction d’une déclaration des Nations unies sur les droits de la Terre-Mère.

Il a repris pratiquement les mêmes arguments en décembre 2009 lors du sommet sur le réchauffement climatique de Copenhague. Il a ajouté toutefois deux points au référendum mondial qu'il a proposé :
- la volonté des peuples de rétablir « l'harmonie entre les peuples et la nature »
- l'affectation des dépenses d'armement à la lutte contre le réchauffement climatique.

Il a déclaré à nouveau le 27 juillet 2011 aux Nations unies qu'un « tel tribunal serait une bonne chose ».
Entre ces déclarations officielles dans des enceintes internationales, Evo Morales a défendu plusieurs fois la cause d'un tribunal international climatique soumis à l'approbation d'un référendum. Il a repris en particulier ce thème lors de la Conférence mondiale des peuples contre le changement climatique que son gouvernement a organisée à Cochabamba en avril 2010. Il y a déclaré, à propos de la résistance des pays industrialisés : « Tôt ou tard, avec la force populaire, ils finiront par accepter un tribunal pour les crimes contre l'environnement », en ajoutant : « S'il n'y a pas de sanctions, qui va faire respecter un quelconque protocole sur le climat ? »

## Accusations de corruption
En 2016, Evo Morales est accusé de corruption. Il est soupçonné d'avoir usé de son influence en faveur de son ancienne compagne, Gabriela Zapata, dont l'entreprise a signé des contrats avec le gouvernement pour des centaines de millions de dollars. Plusieurs enquêtes judiciaires sont alors ouvertes. En mai 2016, un rapport d'enquête d'une commission mixte blanchit le président de ces accusations, constatant que « toutes les procédures d'attribution de contrats à l'entreprise chinoise CAMC se sont déroulées dans le cadre légal ».